# Jaim Weizmann
Jaim Azriel Weizmann (en hebreo: חַיִים וַיְצְמַן‎) (Motol, Bielorrusia, 27 de noviembre de 1874-Rejovot, Israel, 9 de noviembre de 1952), fue un químico, importante dirigente sionista británico de origen bielorruso y el primer presidente del Estado de Israel desde su creación en 1948.

## Biografía
Chaim Weizmann nació en el pueblo de Motol, cerca de Pinsk, ubicado en lo que ahora es Bielorrusia y en ese momento era parte del Imperio ruso en 1874, en el seno de una familia judía acomodada. Fue el tercero de 15 hijos de Oizer y Rachel (Czemerinsky) Weizmann. Su padre era un comerciante de madera. Desde los cuatro hasta los once años, asistió a un cheder tradicional, o escuela primaria religiosa judía, donde también estudió hebreo. A la edad de 11 años, ingresó a la escuela secundaria en Pinsk, donde mostró talento para la ciencia, especialmente la química. Mientras estaba en Pinsk, se volvió activo en el movimiento Hovevei Zion. Se graduó con honores en 1892, en la Technische Hochschule de Darmstadt. Para ganarse la vida, trabajó como profesor de hebreo en un internado judío ortodoxo. En 1894, se trasladó a Berlín para estudiar en la Technische Hochschule de Berlín. Estudió Química en la Universidad de Friburgo, en Suiza, licenciándose en 1899. Se doctoró en la Universidad de Ginebra (1901-1903) y en 1904 entró a trabajar como investigador en el Departamento de Química Orgánica de la Universidad Victoria de Mánchester, en el Reino Unido. 
Mientras estaba en Berlín, se unió a un círculo de intelectuales sionistas. En 1897, se mudó a Suiza para completar sus estudios en la Universidad de Friburgo . En 1898, asistió al Segundo Congreso Sionista en Basilea . Ese año se comprometió con Sophia Getzowa. Getzowa y Weizmann estuvieron juntos durante cuatro años antes de que Weizmann, quien se involucró románticamente con Vera Khatzman en 1900, le confesara a Getzowa que estaba viendo a otra mujer. No le dijo a la familia que se iba de Getzowa hasta 1903.  Sus compañeros de estudios realizaron un juicio simulado y dictaminaron que Weitzman debía mantener su compromiso y casarse con Getzowa, incluso si luego se divorciaba de ella. Weizmann ignoró su consejo.
En 1910 obtuvo la ciudadanía británica. Entre 1916 y 1919, durante la Primera Guerra Mundial, desempeñó el cargo de director de los laboratorios del Almirantazgo británico. Se hizo famoso porque logró obtener acetona, un disolvente cuya carencia amenazaba la producción de cordita (explosivo utilizado por los cañones de la Armada), a través de la fermentación de la bacteria Clostridium acetobutylicum, conocida después en su honor como organismo Weizmann. Jaim Weizmann fue el primero en determinar cómo utilizar la fermentación bacteriana en la producción de diversas sustancias y es considerado el padre de la fermentación industrial.
Weizmann se casó con Vera Khatzmann, con quien tuvo dos hijos. El hijo mayor, Benjamin (Benjie) Weizmann (1907-1980), se estableció en Irlanda y se convirtió en granjero lechero. El más joven, el teniente de vuelo Michael Oser Weizmann (1916-1942), luchó en la Real Fuerza Aérea durante la Segunda Guerra Mundial. Mientras servía como piloto en el Escuadrón N.º 502 de la RAF , murió cuando su avión fue derribado sobre el Golfo de Vizcaya en febrero de 1942.  Su cuerpo nunca fue encontrado y fue catalogado como "desaparecido". Su padre nunca aceptó completamente su muerte e hizo una provisión en su testamento, en caso de que regresara. Es una de las bajas de la fuerza aérea del Imperio británico sin una tumba conocida conmemorada en el Memorial de las Fuerzas Aéreas en Runnymede en Surrey, Inglaterra.
Su sobrino Ezer Weizman , hijo de su hermano Yechiel, un destacado agrónomo israelí, se convirtió en comandante de la Fuerza Aérea israelí y también sirvió como presidente de Israel.
Chaim Weizmann está enterrado junto a su esposa en el jardín de su casa en la finca Weizmann, ubicada en los terrenos del Instituto Weizmann, que lleva su nombre.

## La Declaración Balfour y la Primera Guerra Mundial
La Primera Guerra Mundial situó a la Organización Sionista Mundial entre la neutralidad y la germanofilia. Sus oficinas centrales seguían estando en Berlín y muchos de sus miembros, alemanes o procedentes del Imperio ruso y otras zonas del este de Europa, deseaban la victoria alemana o más bien la derrota del zarismo, que había perseguido y masacrado a los judíos. Weizmann fue uno de los pocos cuadros sionistas de origen oriental (junto a otros como Najum Sókolov) que apostó por una victoria aliada.
Convencido de que el desenlace de la guerra dejaría a Palestina en manos británicas, trabajó por obtener un compromiso de apoyo al establecimiento de un "hogar nacional judío" bajo tutela de Londres en lo que entonces aún era una provincia otomana (los sionistas berlineses intentaban por su parte obtener un compromiso parecido de Alemania). El compromiso británico llegó a finales de 1917 con la Declaración Balfour, un texto que generó controversia en Downing Street y que apoyaba de un modo poco preciso las reivindicaciones sionistas, pero lo suficiente como para que Weizmann lo llamara «carta magna de las libertades judías». Una leyenda relaciona la Declaración Balfour con la producción de cordita: el Almirantazgo le habría ofrecido el premio que él pidiera, y Weizmann pidió un Estado judío.

## Líder del movimiento sionista

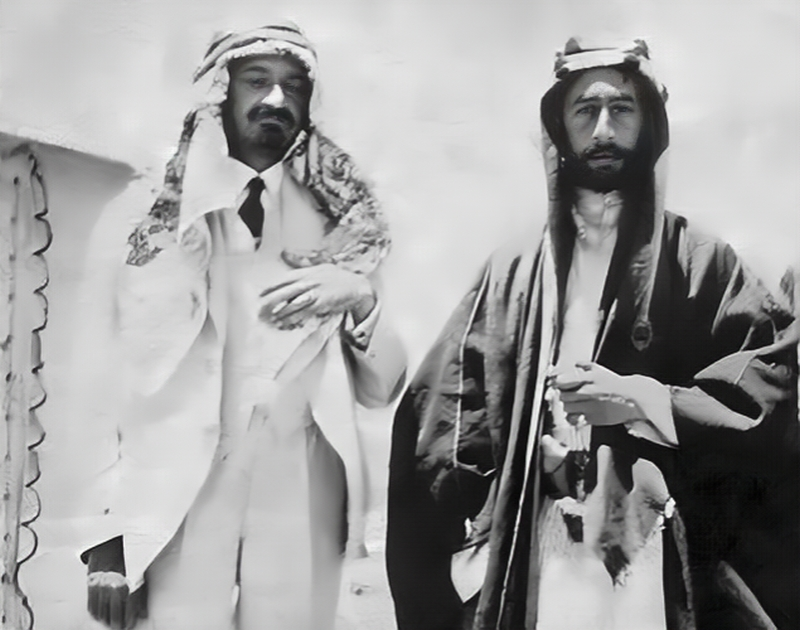
Weizmann (a la izquierda) con el príncipe Faysal ibn Husayn (1918).

Al año siguiente, en 1918, Weizmann se traslada a tierras palestinas, recién conquistadas por las tropas británicas, como parte de una comisión sionista encargada de entrevistarse con varios dirigentes árabes, tanto palestinos como de otros lugares, para tomar el pulso de la situación e intentar tranquilizarles respecto a las intenciones sionistas.
Puesto que los árabes aseguraron a los dirigentes locales palestinos que no pretenden en principio sino proporcionar un lugar de acogida para judíos de la diáspora, remitiendo la cuestión del estatuto político de Palestina a un futuro más o menos incierto, los palestinos dicen no ser contrarios a la presencia judía siempre y cuando no pretenda imponerse a la mayoría árabe. Más fructíferos aún son los contactos de Weizmann con el príncipe hachemí Faysal ibn Husayn, hijo del jerife de La Meca Husayn ibn Ali y líder de la Rebelión Árabe que acababa de entrar victoriosa en Damasco.
En el acuerdo que ambos firman el 3 de enero de 1919, Faysal reconoce a los sionistas su derecho a desarrollar la Declaración Balfour, incluida la inmigración judía masiva o Aliyá (el principal punto de conflicto con los árabes palestinos) sin más reserva que la igualdad entre las distintas comunidades religiosas. A cambio, los sionistas deberían apoyar activamente la creación de un Estado árabe unificado en toda la región (excluida Palestina) prometido por los británicos en la famosa correspondencia Husayn-McMahon y que empezaba a esbozarse desde Damasco, la actual capital de Siria. En realidad, este entendimiento era un espejismo: apenas un mes después, los sionistas manifiestan en la conferencia de París su reivindicación de control judío de una Palestina bastante más grande que la considerada por Faysal, y los árabes, por su parte, celebran un congreso patriótico en Damasco en el que rechazan la creación de un Estado judío. Los patrocinadores británicos de la alianza entre sionistas y hachemíes estaban, por otra parte, en aras de negociar el reparto de toda la región con una Francia ajena a los primeros y opuesta a los segundos.
Líder del Movimiento Sionista a lo largo de los años, Jaim Weizmann fue la principal figura del llamado sionismo sintético, situado entre el sionismo de izquierda, representado entonces por David Ben-Gurión, y el sionismo revisionista o derechista, a cuyo frente estuvo Zeev Jabotinsky. La política de Weizmann se caracterizó por su anglofilia y por la preeminencia absoluta de una minuciosa acción diplomática. Logró movilizar importantes apoyos y capitales en favor de la causa del Estado hebreo y fue uno de los principales diseñadores de la estrategia sionista. Su figura perdió peso cuando la explosiva situación en Palestina hizo al Reino Unido reconsiderar su apoyo al Estado judío hasta prácticamente abandonar la idea. Muchos sionistas vieron en ello el fracaso de los métodos de Weizmann, quien fue desplazado en el liderazgo efectivo del sionismo por Ben-Gurión. El sionismo, y especialmente el yishuv, adoptó una política de presión y enfrentamiento con el Reino Unido. Weizmann, en cualquier caso, conservó su prestigio y realizó una considerable labor diplomática de cara a conseguir el apoyo de Harry Truman, el presidente de los Estados Unidos desde 1945, al proyecto sionista.

## Labor científica
A pesar de su intensa actividad política, Weizmann no abandonó nunca su trabajo como científico. En 1918 fue uno de los fundadores de la Universidad Hebrea de Jerusalén, institución cuyo establecimiento tuvo un doble carácter académico y político. En 1934 fundó en Rejovot (su lugar de residencia en Palestina) un instituto científico que más adelante sería conocido como Instituto Científico Weizmann.

## Como Presidente de Israel
Una vez establecido el Estado de Israel, Weizmann fue nombrado presidente del Consejo Provisional del Estado. En febrero de 1949, un mes después de las primeras elecciones israelíes, fue elegido primer presidente del nuevo Estado en una sesión especial de la Knesset. El papel que se le reservaba en su nuevo cargo era más bien simbólico, a pesar de lo cual Weizmann siguió desplegando su diplomacia. En abril visitó Estados Unidos, donde recaudó la suma récord de 23 millones de dólares en contribuciones para el nuevo Estado judío. Por otro lado, sus relaciones personales con figuras claves en los círculos políticos británicos fueron de suma importancia para el reconocimiento de Israel por parte del Reino Unido (de facto en enero de 1949 y de jure en abril de 1950). 
En 1950 Weizmann enfermó y debió restringir su actividad. Fue reelegido en noviembre de 1951 y prestó juramento en su residencia de Rejovot (convertida desde entonces en residencia oficial del presidente de Israel) el 25 de noviembre. Falleció un año más tarde, el 9 de noviembre de 1952 y fue sepultado, conforme a su deseo, en el jardín de su casa, hoy parte del campus del Instituto Weizmann.